# David Bellamy

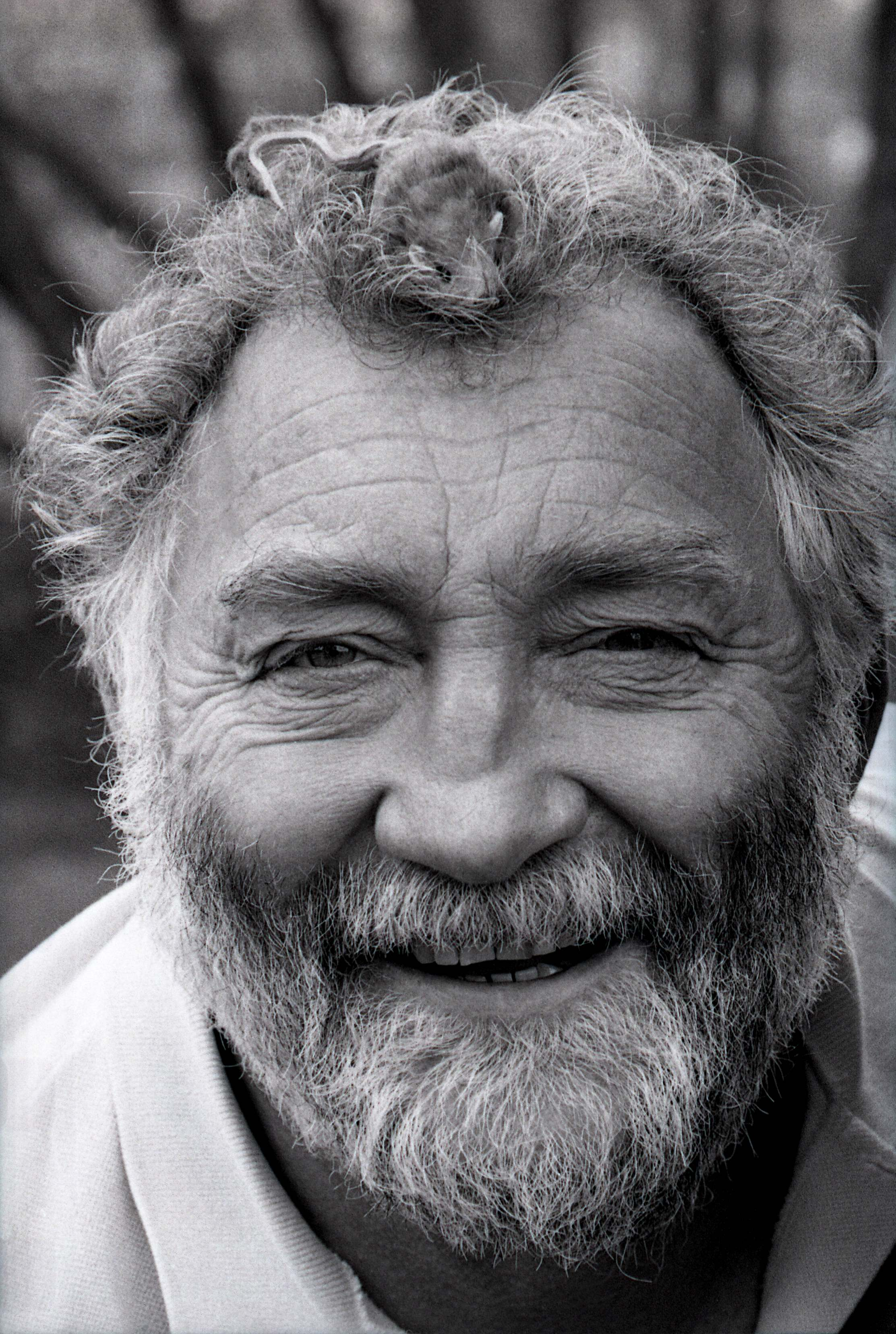
David Bellamy (1981)

David James Bellamy OBE (* 18. Januar 1933 in London; † 11. Dezember 2019) war ein britischer Botaniker und Autor, der im Umweltschutz aktiv war.

## Leben
Bellamy studierte Botanik am Chelsea College of Science and Technology, promovierte in Botanik und lehrte ab 1960 als Lecturer an der Durham University (später bis 1982 Senior Lecturer und danach mit einer Ehren-Professur für Erwachsenenbildung). Beginnend mit einem Nature-Artikel 1967 über die Folgen der Ölverschmutzung durch den havarierten Tanker Torrey Canyon trat er in zahlreichen Veröffentlichungen und Büchern und in Fernsehsendungen in der britischen Öffentlichkeit für Umweltschutz und Naturerhaltung ein. Er moderierte auch Fernsehserien zur Botanik (Bellamys Pflanzen-Report), die auch im deutschen Fernsehen liefen. Er war Autor von über 45 Büchern, die er teilweise selbst mit Aquarellen illustrierte.
Seine Karriere bei der BBC endete, als er öffentlich seine Kritik an der anthropogenen globalen Erwärmung äußerte (in einem Brief an den New Scientist 2005, inzwischen räumte er aber Fehler ein und zog sich aus der Debatte zurück).
Er war Gründer der Conservation Foundation.
Bellamy war OBE. Er war Baptist und ab 1952 mit Rosemary Bellamy verheiratet. Das Paar hatte fünf Kinder, davon vier adoptiert.

## Schriften
- Bellamys Pflanzen-Report. vgs, 1982